# Понтрягин, Лев Семёнович
Лев Семёнович Понтря́гин (21 августа [3 сентября] 1908, Москва, Российская империя — 3 мая 1988, Москва, СССР) — советский математик, один из крупнейших математиков XX века, академик АН СССР (1958; член-корреспондент с 1939). Герой Социалистического Труда (1969). Лауреат Ленинской премии (1962), Сталинской премии 2-й степени (1941) и Государственной премии СССР (1975).
Внёс значительный вклад в алгебраическую и дифференциальную топологию, теорию колебаний, вариационное исчисление, теорию управления. В теории управления Понтрягин — создатель математической теории оптимальных процессов, в основе которой лежит так называемый принцип максимума Понтрягина; имеет фундаментальные результаты по дифференциальным играм. Работы школы Понтрягина оказали большое влияние на развитие теории управления и вариационного исчисления во всём мире.
Учениками Понтрягина являются известные математики Д. В. Аносов, В. Г. Болтянский, Р. В. Гамкрелидзе, М. И. Зеликин, Е. Ф. Мищенко, М. М. Постников, Н. Х. Розов, В. А. Рохлин и В. И. Благодатских. К числу своих учителей Понтрягина относил академик И. М. Гельфанд.

## Биография

### Детство
Лев Понтрягин родился 21 августа (3 сентября) 1908 года в Москве. Отец Понтрягина — Семён Акимович (ок. 1875 — 1927), происходил из ремесленников-сапожников Орловской губернии, окончил шесть классов городского училища, воевал в Русско-японскую и Первую мировую войны, оказался в германском плену и пробыл там долгое время, после возвращения в Россию работал счетоводом. Мать — Татьяна Андреевна, до замужества Петрова (1879 или 1880 — 1971), из крестьян Ярославской губернии, выучившаяся в Москве на портниху, была умной, незаурядной женщиной.
В 14 лет Лев потерял зрение в результате несчастного случая — взорвавшийся примус вызвал сильнейший ожог лица, сама жизнь его была настолько в серьёзной опасности, что на глаза сразу не обратили внимание. Попытка вернуть зрение последующей хирургической операцией вызвала сильнейшее воспаление глаз и привела к полной слепоте. Для Семёна Понтрягина трагедия сына стала жизненной катастрофой, он быстро потерял трудоспособность, последние годы жизни находился на инвалидности и скончался в 1927 году от инсульта.

### Учёба в университете
После смерти супруга Татьяна Понтрягина посвятила себя сыну. Не обладая никаким специальным математическим образованием, она вместе с сыном взялась за изучение математики, вместе с ним прошла подготовку к поступлению в университет, а после зачисления в 1925 году помогала сыну-студенту. Так, Татьяна Понтрягина выучила немецкий язык и много читала сыну (иногда сотни страниц в день) специальные научные статьи на немецком.
Благодаря материнской заботе при полной слепоте Лев Понтрягин окончил среднюю школу и в 1929 году получил высшее образование на математическом отделении физико-математического факультета Московского университета. Одногруппником Понтрягина был Л. И. Седов — впоследствии выдающийся учёный-механик, академик АН СССР.
Показателен следующий случай (по воспоминаниям А. П. Минакова): «идёт лекция профессора Николая Николаевича Бухгольца, все слушают не очень внимательно, вдруг голос Понтрягина: „Профессор, вы ошиблись на чертеже!“ Оказывается, он, будучи слепым, „слышал“ расстановку букв на чертеже и понял, что там не всё в порядке».
Окончив университет, Лев Понтрягин поступил в двухгодичную аспирантуру к П. С. Александрову.

### Начало научной карьеры
Свою научную работу Лев Понтрягин начал очень рано, в возрасте восемнадцати лет, будучи студентом второго курса университета.
В 1930 году Понтрягина зачислили доцентом кафедры алгебры Московского университета и сотрудником НИИ математики и механики МГУ. В 1935 году в СССР были восстановлены учёные степени и звания; ему без защиты Высшей аттестационной комиссией была присуждена степень доктора физико-математических наук, и в том же году он был утверждён в звании профессора.
С 1934 года Понтрягин начал работать в МИАН им. В. А. Стеклова; с 1939 года — заведующий отделом МИАН. Вместе с этим с 1935 года он — профессор МГУ.
Принципом своей научной работы Понтрягин выбрал одно высказывание А. Пуанкаре (цитируя его по памяти): «Понять чужую математическую работу — это значит ощутить её как бы сделанную самим».
Показательно избрание Льва Понтрягина членом Московского математического общества, произошедшее в очень молодом возрасте. Согласно правилам, для того чтобы быть избранным, нужно было сделать на заседании общества доклад. В начале 1930-х годов П. С. Александров, научный руководитель Понтрягина, сделал ему такое предложение. Была выбрана одна из его многочисленных работ, и её название включили в повестку заседания. Доклад на обществе Понтрягин считал за большую честь и стал тщательно к нему готовиться. Выяснилось, что в доказательстве результата имеется ошибка. После суток её поисков Понтрягин пришёл в полное отчаяние; он позвонил Александрову и сообщил о своей беде. Тот сказал: «Ничего. Мы изменим название доклада, и Вы расскажете другую работу». Через час после этого ошибка Понтрягиным была исправлена, работа была доложена на заседании общества, и он стал членом ММО.
Прикладными разделами математики Понтрягин занялся, по его собственным словам, в значительной степени «из этических соображений», считая, что его продукция должна найти применение при решении жизненно важных проблем общества. Выбор конкретных приложений произошёл около 1932 года, после знакомства с молодым физиком А. А. Андроновым, который обратился к Понтрягину с предложением начать совместную научную работу. Он рассказал о предельных циклах Пуанкаре, о рекуррентных траекториях и о том, что всё это имеет практические приложения (правда, о самих практических приложениях он ничего не рассказал). После этого Понтрягин начал регулярно изучать работы А. Пуанкаре, Дж. Биркгофа, М. Морса (с работами последнего он был знаком и раньше) и других. Небольшой группой Лев Понтрягин с коллегами собирались у него на квартире и читали этих авторов. Это продолжалось до 1937 года, когда собираться группами на квартирах стало опасным.
Под влиянием А. А. Андронова Понтрягин на один год по совместительству стал сотрудником Института физики и сделал там работу о динамических системах, близких к гамильтоновым, которая имела применение. Статья «Грубые системы» была опубликована в Докладах АН СССР в 1937 году в соавторстве с А. А. Андроновым. Из этой четырёхстраничной статьи выросла теперь обширная теория динамических систем.

### Дело Лузина
Публичная травля Н. Н. Лузина была начата статьями в газете «Правда»: 2 июля 1936 года «Ответ академику Н. Лузину» и 3 июля 1936 года «О врагах в советской маске». За этими статьями последовали обсуждения, сопровождавшиеся критикой Лузина, в которых принимали участие многие представители московской математической общественности, профессора и преподаватели, в том числе и бывшие ученики Лузина, и члены «Лузитании» П. С. Александров, А. Н. Колмогоров и А. Я. Хинчин. В этих обсуждениях участвовал и Понтрягин:

В течение многих лет, напоминает проф. Понтрягин, в кулуарах математического факультета МГУ говорили о многих подлостях Лузина. Как могло случиться, что так спокойно, уверенно, с таким авторитетом мог процветать такой человек, как Лузин? Главным образом по той причине, объясняет проф. Понтрягин, что в математических кругах очень односторонне понимается и поддерживается авторитет учёного.

Приведённый текст соответствует воспоминаниям Понтрягина, написавшего, что ему предложили выступить как представителю молодых учёных, и смысл его выступления заключался в том, что Лузин стал таким не сам по себе, а благодаря тому, что был окружён подхалимством. В своих воспоминаниях Понтрягин также отмечал, что был вовлечён в участие в «деле Лузина» своим учителем — П. С. Александровым (являвшимся учеником Н. Н. Лузина).
Опубликованные в настоящее время документы (стенограммы) выступлений математиков в связи с делом Н. Н. Лузина на заседании Комиссии Академии наук СССР показывают, что Понтрягин задавал Лузину вопросы уточняющего характера и обвинений ему не предъявлял.

### Великая Отечественная война
Во время Великой Отечественной войны эвакуирован с Математическим институтом в Казань.
Тяжелейшие испытания, «банальный» голод пережить Понтрягину помогла полученная им перед войной Сталинская премия, позволившая покупать продукты. Сам в своих воспоминаниях он отмечает не страшные, а нелепые и смешные происшествия. Так, осенью 1941 года в Казани сотрудникам МИАН было разрешено выкапывать и брать себе морковь на каком-то большом казанском огороде, так как копать её было некому. Можно было выкопать сколько угодно моркови и унести с собой. Морковь рыли вчетвером — Александров, Колмогоров, Понтрягин и жена Понтрягина. Во время этой работы к Александрову и Колмогорову подошёл военный чин и потребовал документы — такой странный у них был вид. Но документов у них не оказалось. Их хотели отвести в милицию, и тогда Понтрягин предъявил свою орденскую книжку и заверил, что это сотрудники Математического института. Их оставили в покое.

## Научная деятельность

### Топология
В топологии Понтрягину принадлежит обобщение закона двойственности Александера — общий закон двойственности, на основе которого построил теорию характеров непрерывных групп (характеров Понтрягина). Получил ряд результатов в теории гомотопий (классы Понтрягина). Неожиданным для своего времени результатом стал установленный факт, что размерность топологического произведения компактов не есть сумма их размерностей. Выяснил связи между группами Бетти.

### Теория колебаний
В начале 1930-х годов Понтрягин начал активно заниматься прикладными разделами математики. А. А. Андронов предложил ему начать совместную научную работу в области теории колебаний. В теории колебаний главные результаты Понтрягина относятся к асимптотике релаксационных колебаний.
Изучая работу различных физических приборов и используемые для её описания дифференциальные уравнения (главным образом по книге «Теория колебаний» А. А. Андронова, А. А. Витта и С. Э. Хайкина), Понтрягин пришёл к мысли о необходимости изучения самих приборов и составления соответствующих уравнений. Для этого пришлось познакомиться с физическими понятиями ёмкость, самоиндукция, взаимоиндукция, электрическая цепь, законы Кирхгофа, ламповый генератор и т. д. Оказалось, что кроме свойств, соответствующих замыслу конструктора, в приборах часто возникают не предусмотренные конструктором паразитные явления. Например, короткие проводники дают дополнительное малое сопротивление, близко расположенные детали могут давать также малую паразитную ёмкость. При составлении соответствующих уравнений часто их влиянием пренебрегают. Оказывается, однако, что в некоторых случаях эти малые паразитные параметры являются коэффициентами при старших производных. Если заменить их нулями, порядок уравнений понизится, что может привести к неправильному описанию изучаемого явления, некоторые процессы оказываются за гранью исследования. Например, модель показывает, что прибор будет работать только ограниченное время или изменения в нём будут происходить медленно, в то время как этого не происходит.
Первым детально разбираться с такими процессами с приложениями к радиоприборам стал ученик А. А. Андронова Н. А. Железцов. Именно он ввёл понятие быстрых и медленных движений (этот подход лёг в основу асимптотического анализа такого рода задач), исследовал фазовые портреты двумерных разрывных систем и основных радиосхем с разрывными колебаниями (теперь используется термин «релаксационные колебания»). Для того, чтобы познакомиться с этими работами, в город Горький приезжал Понтрягин. К этой задаче он привлёк сначала своего ученика Е. Ф. Мищенко.

### Принцип максимума
В начале 1950-х годов Лев Понтрягин организовал семинар в МИАНе, на который стал приглашать учёных практиков и прикладников, инженеров, которые рассказывали там о своих задачах. На семинаре был заведён порядок, по которому чисто математические доклады не допускались.
На одном из семинаров состоялось выступление Александра Ароновича Фельдбаума, крупного отечественного специалиста в теории автоматического регулирования. А. А. Фельдбаум не был математиком, его научные интересы относились к авиации, и к тому времени ему удалось решить некоторые задачи управления с приложениями к этой области. Его интересовало создание математической теории, описывающей преследование одного самолёта другим. Так Понтрягин познакомился с проблемой, выросшей затем в теорию дифференциальных игр. Тогда же он привлёк к работе своих учеников Р. В. Гамкрелидзе, В. Г. Болтянского, Е. Ф. Мищенко. Было предложено упростить задачу, рассматривать один управляемый объект и считать, что вся задача заключается в том, чтобы перевести его из одного состояния в другое наиболее быстрым способом. Это привело коллектив Понтрягина к математической теории оптимального управления, которую он сам считал главным достижением всей их деятельности. Центральным результатом этой теории является так называемый принцип максимума, сформулированный Понтрягиным, а затем доказанный в частном случае Р. В. Гамкрелидзе и в общем случае В. Г. Болтянским. Сама формулировка принципа максимума являлась серьёзным открытием (1958 год), теперь называемым принципом максимума Понтрягина. Коллектив под руководством Льва Понтрягина (Л. С. Понтрягин, В. Г. Болтянский, Р. В. Гамкрелидзе, Е. Ф. Мищенко) за эти работы и работы по малому параметру при производных был удостоен Ленинской премии в 1962 году.

## Педагогическая деятельность
Лев Понтрягин уделял большое внимание вопросам преподавания математики в советской средней школе. Он написал цикл книг по математике для школьников, не ставших, однако, популярными.
К концу 1960-х — началу 1970-х годов в школьной математике начало разрешаться противоречие между необходимой строгостью математических доказательств и их понятностью. Понтрягин занял очень жёсткую позицию по вопросу реформы преподавания математики, в 1980 году ему удалось опубликовать в журнале «Коммунист» статью «О математике и качестве её преподавания», фактически прекратившую чрезмерную формализацию («бурбакизацию») школьной математики. Учёный считал, что результат изучения математики в школе — это приобретение важнейших навыков вычислять, владеть геометрическими представлениями, то есть обучение конкретным приёмам, важным для дальнейшей трудовой деятельности. Известны его весьма резкие оценки (он употреблял слово «диверсия») непродуманных реформ преподавания, осуществлявшихся, в частности, А. Н. Колмогоровым.
Понтрягин разбирал случаи того, «как не надо делать»: например, стремление к большей общности при реформировании школьных программ в 1970-е годы и повсеместное употребление «множества» как научного термина выразилось в том, что геометрическая фигура определялась в учебниках как «множество точек».

А так как в теории множеств два множества могут быть равными, лишь полностью совпадая, то слово «равенство» уже не применимо к двум различным треугольникам. Это слово заменяется другим, не свойственным русскому языку, термином «конгруэнтность». Этот термин не употребляется в практике. Никакой строитель не будет говорить о двух «конгруэнтных балках» (или закройщик из ателье о «конгруэнтных кусках ткани»), а будет говорить о равных, или одинаковых балках (кусках ткани).

Заметим здесь, что П. С. Александров употреблял это слово в бытовой речи. Назвал пароход «Олимпик» конгруэнтным «Титанику» (письмо А. Н. Колмогорову от 03.04.1931 г.), а стол, за которым сидел, конгруэнтным и конгруэнтно расположенным на конгруэнтном пароходе (письмо А. Н. Колмогорову от 28.05.1931 г.)
Острое неприятие вызвали у Понтрягина и «гуманитарные эксперименты» в преподавании математики:

Математическое понятие уравнения придумали свести к грамматическому понятию предложения. На бедные детские головы обрушилось понятие уравнения как «предложения с переменной». Что это значит? Примеры даются в учебнике для четвёртого класса. Так, приводится «предложение»: «Река х впадает в Каспийское море». Далее разъясняют, что если вместо х подставить «Волга», то получится правильное утверждение, и, следовательно, «Волга» есть решение этого уравнения. Если же вместо х подставить «Днепр», то получится неверное утверждение, и потому «Днепр» не является решением этого уравнения.

В 1971 году, в момент создания факультета вычислительной математики и кибернетики МГУ, Лев Понтрягин организует кафедру оптимального управления в составе ВМК МГУ, заведующим которой он являлся (1971—1988).

## Общественная деятельность
Первыми событиями, по мнению самого Понтрягина определившими его общественную позицию, стали дело Лузина и выступление на Московском математическом обществе при выдвижении кандидатов в АН СССР в 1939 году. В последнем выступлении Лев Семёнович высказался резко против неофициально распространившегося мнения о существующей «установке» партийных органов выдвинуть только рекомендованные ими кандидатуры и обвинил коллег-членов партии в трусости, в том, что они прячутся за уже ранее принятые без них решения. Это выступление имело резонанс, стало известно в ЦК ВКП(б). Как член ММО, Понтрягин предложил кандидатуру Колмогорова, который был избран в действительные члены АН СССР, минуя звание члена-корреспондента.
В 1940-е — 1950-е годы Лев Понтрягин неоднократно обращался в различные инстанции вплоть до высших с письмами и ходатайствами в защиту репрессированных учёных. Большие и разнообразные усилия, увенчавшиеся в конце концов успехом, были предприняты им для освобождения из проверочного лагеря математика В. А. Рохлина. Математику В. А. Ефремовичу Понтрягин помог не только рядом ходатайств, направленных в том числе И. В. Сталину, но и регулярно поддерживал Ефремовича письмами, пока тот находился в лагере, а затем, после его освобождения, предоставил ему возможность в течение семи лет проживать у себя в квартире.
Сергей Петрович Новиков утверждал, что в 1968 году Понтрягин участвовал в давлении на его отца, академика Петра Новикова, от которого требовали подписать политическое письмо — «ответ американским математикам», после того как он поставил подпись под «письмом 99» в защиту диссидента Александра Есенина-Вольпина.
Понтрягина неоднократно обвиняли в антисемитизме.
В этой связи упоминается также его противодействие награждению Григория Маргулиса и Владимира Арнольда (1974) Филдсовской премией и избранию Натана Джекобсона президентом Международного математического союза.
На Международном математическом конгрессе в Хельсинки в 1978 году распространялось письмо, в котором кроме прочего Понтрягин и Виноградов обвинялись в антисемитизме.
Заведующий кафедрой математики МГИАИ М. Ш. Цаленко называл его наряду с И. М. Виноградовым одним из «вдохновителей антисемитизма в советской математике», а академик Евгений Фейнберг объяснял продолжительное неизбрание в Академию наук СССР Израиля Гельфанда именно антисемитизмом Понтрягина. (В то же время считается[кем?], что на неизбрание И. М. Гельфанда академиком мог повлиять и тяжёлый характер самого Израиля Моисеевича). Академик Сергей Новиков утверждает, что авторитет Понтрягина как учёного использовался для оправдания политики государственного антисемитизма перед мировой математикой.
Сам Понтрягин называл эти обвинения клеветой; в мемуарах он утверждал, что боролся с сионистами (в частности в письме в журнал Science в 1979 году), а также утверждал, что в течение многих лет он оказывал всяческую помощь еврейским математикам, а когда понял, что используется евреями в их чисто националистических интересах, такую помощь прекратил, но вовсе не стал действовать против них. Обвинения в антисемитизме учёный объяснял настроением эмигрантов из СССР, которые, по его мнению, так оправдывали свои проблемы и неудачи.
В конце жизни Понтрягин активно участвовал в борьбе с проектом поворота сибирских рек. Он организовал в МИАН семинар, работы которого помогли показать необоснованность расчётов, использованных в обосновании проекта, создал лабораторию математических вопросов экологии при руководимом им отделе. Понтрягин подписал письмо группы академиков в ЦК КПСС против поворота рек, решительно выступал на встрече в ЦК, куда были приглашены авторы письма. Понтрягин добился обсуждения математических ошибок прогноза уровня Каспийского моря на общем собрании отделения математики АН СССР, а затем принятия постановления ещё четырёх отделений АН СССР о научной необоснованности проекта. Немалую роль в принятии решения об отказе от проекта переброски сыграло письмо с критикой проекта, отправленное Понтрягиным М. С. Горбачёву перед открытием XXVII съезда КПСС.
В некрологе, подписанном В. И. Воротниковым, Л. Н. Зайковым, Е. К. Лигачёвым, А. Н. Яковлевым, Г. И. Марчуком, В. А. Григорьевым, Г. А. Ягодиным, В. А. Котельниковым, П. Н. Федосеевым, Е. П. Велиховым, К. В. Фроловым, А. А. Логуновым, А. Л. Яншиным, И. М. Макаровым, Н. Г. Басовым, Н. Н. Боголюбовым, В. С. Владимировым, И. М. Гельфандом, А. А. Гончаром, Н. Н. Красовским, М. М. Лаврентьевым, В. А. Мельниковым, Ю. А. Митропольским, Е. Ф. Мищенко, С. М. Никольским, С. П. Новиковым, В. П. Платоновым, А. В. Погореловым, Ю. В. Прохоровым, Л. И. Седовым, С. Л. Соболевым, А. Н. Тихоновым, Л. Д. Фаддеевым, Р. В. Гамкрелидзе, говорится: «Вся жизнь Льва Семёновича Понтрягина отдана советской науке. Он был большим патриотом социалистической Родины».

## Личная жизнь
Личная жизнь складывалась у Льва Понтрягина непросто. Очень много сделавшая для своего сына мать ревновала его к другим женщинам, относилась к ним весьма критично. Из-за этого Лев Понтрягин не только поздно вступил в брак, но и в обоих браках терпел тяжёлые испытания. Он был дважды женат, первый раз супругу выбрал по рекомендации матери, второй раз самостоятельно. Детей в браках не было.
Первая супруга — Таисия Самуиловна Иванова, биолог, поженились в 1941 году, развелись в 1952 году. Никогда до того не писавший никаких диссертаций Понтрягин написал для жены кандидатскую диссертацию по морфологии саранчи и очень переживал по поводу её защиты. После успешной защиты женой диссертации Лев Семёнович решил, что может развестись «с чистой совестью».
Вторая супруга — Александра Игнатьевна, врач по профессии, поженились в 1958 году. Вторую жену Понтрягин любил, уважал и был к ней очень привязан.
По воспоминаниям учеников Понтрягина, он был необыкновенным другом. Он не просто соглашался помочь — чужие проблемы он усваивал, как свои, всё время думал, как разрешить их, пробовал различные пути, не жалея ни сил, ни нервов, не боясь испортить отношения с влиятельными лицами. В борьбе с физическим увечьем формировался его характер. Он не пользовался приспособлениями для слепых — к примеру, книгами с особым шрифтом. Ещё студентом лекции в университете он не записывал, а запоминал и потом ночами, лёжа в постели, курил и, восстанавливая услышанное в памяти, продумывал их. Предпочитал ходить один, без помощи других, падал, ушибался, у него постоянно были рубцы и ссадины на лице. Не боялся экспериментов в жизни. Так, в 1950-е годы он под руководством Е. Ф. Мищенко научился кататься на лыжах и полюбил лыжные прогулки, потом при участии В. Г. Болтянского научился кататься и на коньках, плавал на байдарке.

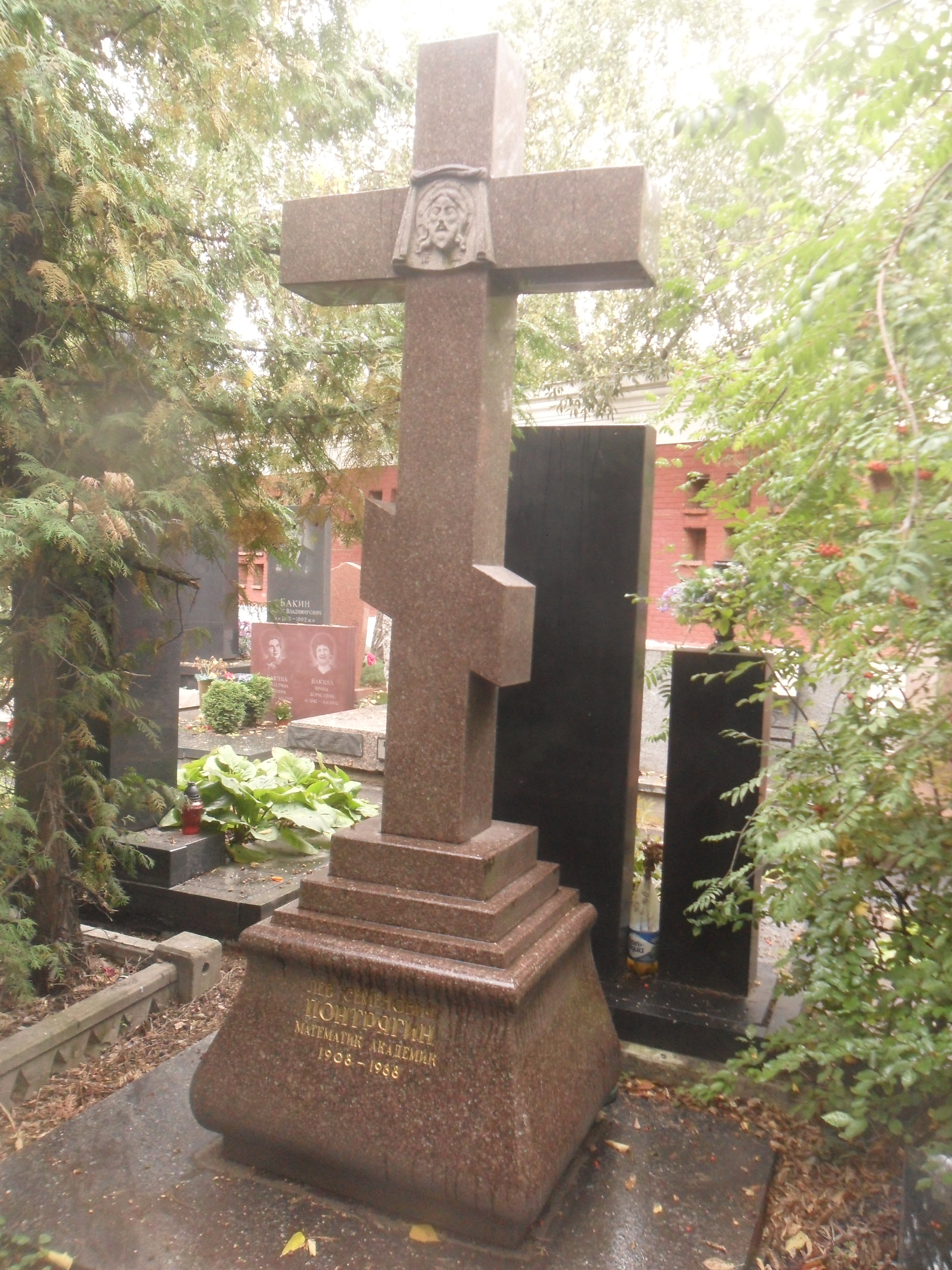
Могила Понтрягина на Новодевичьем кладбище Москвы

Лев Понтрягин сумел полностью избежать психологии в чём-то неполноценного человека (из близко знавших его никто никогда не думал о нём как о слепом). На это же указывал и такой тонкий барометр, как его отношение к женщинам и их отношение к нему.
Переболев туберкулёзом и хроническим воспалением лёгких, в 1980 году по настоянию жены стал вегетарианцем и «почти сыроедом». В 1983 году утверждал: «Только [вегетарианская] диета помогла мне».
В конце жизни написал подробные мемуары «Жизнеописание Л. С. Понтрягина, математика, составленное им самим», в которых дал характеристики многим учёным и оценки событиям, свидетелем и участником которых он был, в частности делу Лузина.
Умер 3 мая 1988 года. Похоронен в Москве на Новодевичьем кладбище (участок № 10).

## Почётные звания и награды
- Почётный член Лондонского математического общества (1953)
- Почётный член Международной академии «Астронавтика» (1966)
- Вице-президент Международного математического союза (1970—1974)
- Почётный член Венгерской академии наук (1972)
- Сталинская премия II степени (1941) — за научную работу «Непрерывные группы», опубликованную в 1938 году
- Ленинская премия (1962) — за цикл работ по обыкновенным дифференциальным уравнениям и их приложениям к теории оптимального управления и теории колебаний (1956—1961)
- Государственная премия СССР (1975) — за учебник «Обыкновенные дифференциальные уравнения», изданный (1974, 4-е издание)
- Герой Социалистического Труда (13 марта 1969)
- четыре ордена Ленина (19 сентября 1953; 27 апреля 1967, 13 марта 1969; 1 сентября 1978)
- орден Октябрьской Революции (17 сентября 1975)
- орден Трудового Красного Знамени (10 июня 1945)
- орден «Знак Почёта» (7 мая 1940)
- медали
- премия имени Н. И. Лобачевского (1966)

## Память

Бюст Л. С. Понтрягина на стене дома № 13 на Ленинском проспекте в Москве, где он жил с 1939 по 1988 год

- В честь Л. С. Понтрягина 19 октября 1994 года назван астероид (4166) Понтрягин, открытый 26 сентября 1978 года Л. В. Журавлёвой в Крымской астрофизической обсерватории[41].
- Именем академика Понтрягина названа улица в Москве на территории района Южное Бутово.
- Бюст Л. С. Понтрягина установлен на стене дома № 13 на Ленинском проспекте в Москве, где он жил с 1938 по 1988 годы.
- Бюст Л. С. Понтрягина установлен в Российской государственной библиотеке для слепых в Москве.

## Труды
- Непрерывные группы. — 3-е изд., испр. — М.: Наука, 1973. — 519 с.
- Основы комбинаторной топологии. — М.-Л.: Гостехиздат, 1947. — 143 с.; 2-е изд. (без изменений) — М.: Наука, 1976. — 136 с.
- Обыкновенные дифференциальные уравнения: Учеб. для гос. ун-тов. — М.: Физматлит, 1961. — 312 с.; 3-е изд., стереотип. — М.: Наука, 1970. — 331 с.
- Математическая теория оптимальных процессов. — 2-е изд. — М.: Наука, 1969. — 384 с. — Совместно с В. Г. Болтянским, Р. В. Гамкрелидзе и Е. Ф. Мищенко; 4-е изд., стереотип. — М.: Наука, 1983. — 392 с.
- Линейная дифференциальная игра убегания // Тр. МИАН СССР. — 1971. — Т. 112. — С. 30—63.
- Избранные научные труды. В 3 т. — М.: Наука, 1988.
- Статьи Понтрягина в журнале Квант (1982—1985).
- Обобщения чисел. — М.: Наука, 1986. — 120 с. — (Библиотечка «Квант», вып. 54).
- Знакомство с высшей математикой: Метод координат. — М.: Наука, 1977. — 136 с.
- Знакомство с высшей математикой: Анализ бесконечно малых. — М.: Наука, 1980. — 256 с.
- Знакомство с высшей математикой: Алгебра. — М.: Наука, 1987. — 136 с.
- Знакомство с высшей математикой: Дифференциальные уравнения и их приложения. — М.: Наука, 1988. — 208 с.
- Математический анализ для школьников. — М.: Наука, 1980. — 88 с.; 3-изд., стереотип. — М.: Наука, 1988.
- Принцип максимума в оптимальном управлении. — М.: Наука, 1989. — 64 с.